# Marine Tanguy
 (mai 2025).
L'article doit être relu — et modifié si nécessaire — par des contributeurs indépendants pour apporter un regard critique aux contributions effectuées en violation des conditions d'utilisation de Wikipédia, tant sur la forme (notamment concernant le style encyclopédique, la proportionnalité) que sur le fond (la neutralité de point de vue, la qualité et l'indépendance des sources).
Marine Tanguy (née le 5 juillet 1989) est une entrepreneuse artistique et auteure française, fondatrice et PDG de MTArt Agency,.

## Jeunesse et carrière
Tanguy est née sur l'île française de l'Île de Ré.Sa mère est institutrice à l'école primaire et son père est professeur de sport sur l'île.
À l’âge de 21 ans, Tanguy a dirigé sa première galerie, la Outsider's Gallery, dans le quartier de Soho à Londres. À l’époque, Tanguy était en deuxième année d’études d’histoire de l’art à l’université de Warwick, mais elle a abandonné son cursus pour occuper ce poste. La Outsider's Gallery a été fondée par Steve Lazarides, le galeriste qui a découvert de nombreux grands artistes de street art, tels que Banksy et Invader.
Deux ans plus tard, en avril 2014, Tanguy, accompagnée de l'investisseur Steph Sebbag, a ouvert la galerie De Re à Los Angeles.

## Agence MTArt
En juin 2015, Tanguy fonde l'Agence MTArt. MTArt Agency a été la première agence artistique dédiée aux artistes visuels.
MTArt prend en charge les frais d’atelier de ses artistes, vend leurs œuvres, met en place des partenariats culturels et commerciaux, et leur offre une visibilité médiatique. En retour, l’agence MTArt perçoit une commission sur chaque œuvre vendue par l’artiste, et les artistes offrent chaque année une œuvre à la collection privée de l’agence.
Selon MTArt, l’agence examine chaque mois 200 portfolios d’artistes émergents, la valeur des œuvres des artistes sélectionnés augmentant en moyenne de 150 % par an,. L’agence MTArt dispose actuellement de bureaux à Londres et à Paris.
En juillet 2022, MTArt a été classée dans le Times100 parmi les 100 entreprises à la croissance la plus rapide au Royaume-Uni. Parmi les investisseurs figurent Frédéric Jousset, Saul Klein et Todd Ruppert de T. Rowe Price.
En octobre 2022, un article du Monde a révélé que plusieurs anciens employés accusaient Tanguy de travail dissimulé, de fraude fiscale, de fraude douanière et de harcèlement moral. Des controverses précédentes incluent des accusations selon lesquelles Tanguy aurait frauduleusement prétendu être diplômée de l’université de Cambridge.

## Détox visuelle
En mars 2024, Tanguy a publié The Visual Detox: How to Consume Media Without Letting It Consume You, aux éditions Penguin et SquarePeg. The Visual Detox explique comment les images que nous voyons influencent notre bien-être. Elle vise à nous fournir de nouveaux outils pour penser de manière critique les images, lutter contre la surcharge d’informations et participer davantage au monde visuel qui nous entoure, en nous engageant avec l’art et les contenus qui améliorent notre quotidien en ligne, au travail, à la maison et dans les espaces publics,.

## Projets personnels
Tanguy est membre du Thousand Network, de la Creative Industries Federation et de l'Association of Women in the Arts. Elle est également jeune mécène du musée V&A et a été nommée Fellow de la Royal Society of Arts.
Tanguy a donné trois conférences TEDx : sur la manière de transformer les villes grâce à l’art (2017), sur l’impact des visuels des réseaux sociaux sur notre esprit (2018), et sur les effets néfastes des biais visuels que nous voyons au quotidien (2024),,.
En 2018, Tanguy a été nommée dans le classement Forbes 30 Under 30 Europe : Art et Culture. En 2019, elle a remporté le prix Demeter lors des NatWest everywoman awards. 

## Vie personnelle
Tanguy vit à Londres et a deux fils avec son partenaire William McQuillan,. 